# Wandin Valley
Wandin Valley (A Country Practice) è una serie televisiva australiana in 1088 episodi trasmessi per la prima volta nel corso di 14 stagioni dal 1981 al 1994.
La serie segue le vicende del personale di un piccolo ospedale di Wandin Valley, nel Nuovo Galles del Sud. Anche se a volte viene considerata una soap opera, le trame degli episodi si rifanno a blocchi narrativi singoli ed è quindi tecnicamente una serie.

## Personaggi e interpreti
- Dottor Terence Elliott (985 episodi, 1981-1993), interpretato da John Hanlon.
- Sergente Frank Gilroy (934 episodi, 1981-1993), interpretato da Brian Wenzel.
- Shirley Dean Gilroy (815 episodi, 1981-1992), interpretata da Lorrae Desmond.
- Esme Watson (805 episodi, 1981-1993), interpretato da Joyce Jacobs.
- Bob Hatfield (740 episodi, 1981-1992), interpretato da Gordon Piper.
- Vernon 'Cookie' Locke (722 episodi, 1982-1992), interpretato da Syd Heylen.
- Matron Margaret 'Maggie' Sloan (454 episodi, 1983-1993), interpretata da Joan Sydney.
- Brendan Jones (368 episodi, 1981-1986), interpretato da Shane Withington.
- Matt Tyler (348 episodi, 1988-1992), interpretato da John Tarrant.
- Simon Bowen (331 episodi, 1981-1986), interpretato da Grant Dodwell.
- Victoria 'Vicky' Dean (330 episodi, 1981-1993), interpretata da Penny Cook.
- Melissa 'Molly' Jones (301 episodi, 1981-1985), interpretata da Anne Tenney.
- Sorella Lucy 'Gardiner' Tyler (266 episodi, 1988-1992), interpretata da Georgie Parker.
- Jo 'Loveday' Langley (253 episodi, 1985-1989), interpretata da Josephine Mitchell.
- Dottoressa Alex 'Fraser' Elliott (245 episodi, 1982-1993), interpretata da Diane Smith.
- Matron Rosemary Prior (243 episodi, 1983-1993), interpretata da Maureen Edwards.
- Dottor Harry Morrison (236 episodi, 1991-1993), interpretato da Andrew Blackman.
- Cathy Hayden (235 episodi, 1987-1990), interpretata da Kate Raison.
- Sorella Kate Bryant (230 episodi, 1988-1993), interpretata da Michelle Pettigrove.
- Julian 'Luke' Ross (227 episodi, 1989-1993), interpretato da Matt Day.
- Sorella Judy Loveday (213 episodi, 1981-1986), interpretato da Wendy Strehlow.
- Darcy Hudson (183 episodi, 1989-1993), interpretata da Kym Wilson.
- Dottor Ben Green (179 episodi, 1985-1988), interpretato da Nicholas Bufalo.
- Chloe Jones (174 episodi, 1983-1986), interpretata da Emily Nicol.
- Dottor Cris Kouros (164 episodi, 1989-1991), interpretato da Michael Muntz.
- Hugo Strzelecki (161 episodi, 1992-1993), interpretato da Gavin Harrison.
- Sergente Tom Newman (160 episodi, 1992-1993), interpretato da Jon Concannon.
- Gail (4 episodi, 1982), interpretata da Susanne Haworth.

## Produzione
La serie, ideata da James Davern, fu prodotta da JNP Productions e girata nel Nuovo Galles del Sud in Australia. Le musiche furono composte da Mike Perjanik.

### Registi
Tra i registi della serie sono accreditati:
- Bob Meillon in 55 episodi (1982-1992)
- Bruce Best in 44 episodi (1982-1985)
- Leigh Spence in 41 episodi (1981-1988)
- Peter Maxwell in 27 episodi (1983-1990)
- Russell Webb in 26 episodi (1983-1985)
- Gary Conway in 14 episodi (1982-1985)
- Alister Smart in 14 episodi (1982)
- Brendan Maher in 14 episodi (1983)
- Bill Hughes in 12 episodi (1982-1983)
- Peter Dodds in 12 episodi (1990-1992)
- Chris Adshead in 11 episodi (1984-1986)
- Mandy Smith in 10 episodi (1981-1984)
- Mike Murphy in 10 episodi (1981-1982)
- Geoffrey Nottage in 10 episodi (1982)
- David C. Wilson in 10 episodi (1982)
- Graham Rouse in 9 episodi (1984-1985)
- Peter Smith in 6 episodi (1982-1983)
- Chris Martin-Jones in 5 episodi (1992-1993)
- Chris Thomson in 4 episodi (1981-1982)
- Brian Lennane in 4 episodi (1982)
- Kevin James Dobson in 4 episodi (1983)
- Geoff Bennett in 4 episodi (1992-1993)
- Mike Smith in 3 episodi (1987)
- Igor Auzins in 2 episodi (1981)
- David Boutland in 2 episodi (1981)
- Juliana Focht in 2 episodi (1982)
- Catherine Millar in 2 episodi (1983)
- Marie Trevor in 2 episodi (1983)
- Greg Shears in 2 episodi (1986)
- Vince Martin in 2 episodi (1987)
- Viktors Ritelis in 2 episodi (1987)
- Denny Lawrence in 2 episodi (1990)
- Mark Piper in 2 episodi (1990)
- Richard Sarell in 2 episodi (1992)

## Episodi
| Stagione                 | Episodi | Prima TV USA | Prima TV Italia |
| ------------------------ | ------- | ------------ | --------------- |
| Prima stagione           | 14      | 1981         |                 |
| Seconda stagione         | 92      | 1982         |                 |
| Terza stagione           | 84      | 1983         |                 |
| Quarta stagione          | 90      | 1984         |                 |
| Quinta stagione          | 76      | 1985         |                 |
| Sesta stagione           | 88      | 1986         |                 |
| Settima stagione         | 88      | 1987         |                 |
| Ottava stagione          | 90      | 1988         |                 |
| Nona stagione            | 84      | 1989         |                 |
| Decima stagione          | 86      | 1990         |                 |
| Undicesima stagione      | 90      | 1991         |                 |
| Dodicesima stagione      | 86      | 1992         |                 |
| Tredicesima stagione     | 90      | 1993         |                 |
| Quattordicesima stagione | 30      | 1994         |                 |

## Distribuzione
La serie fu trasmessa in Australia dal 18 novembre 1981 al 1993 sulle rete televisiva Seven Network e poi per 30 episodi su Network 10 nel 1994. In Italia sono stati trasmessi 170 episodi su reti locali dal 1990 con il titolo Wandin Valley.
Alcune delle uscite internazionali sono state:
- in Australia il 18 novembre 1981 (A Country Practice)
- in Francia il 4 settembre 1989 (À coeur ouvert)
- in Norvegia (Hverdagsliv)
- in Italia (Wandin Valley)